# 中央军委后勤保障部军需能源局
中央军委后勤保障部军需能源局，位于北京市，是中央军事委员会后勤保障部下属局，为主管被装、给养、农副业生产、物资、油料的业务部门。

## 沿革
1949年11月，中央人民政府人民革命军事委员会总后方勤务部建立后，中央军委决定在总后勤部内编设军需部。1950年1月，中央军委任命喻缦云为军需部部长。1950年6月19日，确定由华东军区抽调人员组建总后勤部军需部。1950年9月，军需部召开成立会，时称中央人民政府人民革命军事委员会总后方勤务部军需部。后改称中国人民解放军总后勤部军需部。
1959年4月1日，总后勤部司令部物资订购处、总后勤部财务部外汇处、总参谋部装备计划部军用物资计划处合并组成中国人民解放军总后勤部物资管理局。1960年1月21日改为中国人民解放军总后勤部物资管理部。1960年9月6日改称中国人民解放军总后勤部第一物资计划部。1965年10月1日改为中国人民解放军总后勤部物资部。
1950年11月，以中央人民政府人民革命军事委员会总后方勤务部运输部油料处为基础，成立中央人民政府人民革命军事委员会总后方勤务部油料部。后改称中国人民解放军总后勤部油料部。1965年4月1日撤销，并入中国人民解放军总后勤部运输部。
1969年8月23日，总后勤部财务部、军需部、物资部与运输部的油料运输部分合并为中国人民解放军总后勤部供应部。1975年8月17日，总后勤部供应部解散，成立中国人民解放军总后勤部财务物资部、中国人民解放军总后勤部军需部。
1978年1月18日，中央军委决定将财务物资部分成中国人民解放军总后勤部财务部、中国人民解放军总后勤部物资部、中国人民解放军总后勤部油料部。1978年3月1日，中国人民解放军总后勤部油料部、物资部正式开始办公。1982年9月18日，总后勤部物资部并入总后勤部司令部。1985年7月31日，恢复总后勤部物资部。1992年9月25日，中国人民解放军总后勤部油料部与物资部合并组建中国人民解放军总后勤部物资油料部。
2003年7月，总后勤部军需部、物资油料部合并组成中国人民解放军总后勤部军需物资油料部。
2016年改革前，中国人民解放军总后勤部军需物资油料部下设：政治部、综合局、被装局、给养局、油库管理局、物资进口管理局、物资采购管理局（其下有：中国人民解放军总后勤部东北军用物资采购局（驻沈阳）、中国人民解放军总后勤部华东军用物资采购局（驻上海）、中国人民解放军总后勤部华北军用物资采购局（驻天津）、中国人民解放军总后勤部北京物资采购供应站（中国应急救援物资采购保障基地）等单位）、科技训练局、农副业生产局、军需军事代表局、中国人民解放军总后勤部军需装备研究所、中国人民解放军总后勤部油料研究所、中国人民解放军总后勤部空军油料研究所等部门。
2015年10月21日，经中央军委纪委批准，总后勤部纪委对原总后勤部军需物资油料部副部长周国泰涉嫌严重违纪问题立案调查，并将其涉嫌犯罪问题和线索移送军事检察机关立案侦查。2016年9月3日，中国人大网发布的《第十二届全国人民代表大会常务委员会代表资格审查委员会关于个别代表的代表资格的报告》中称，“由解放军选出的第十二届全国人民代表大会代表，原总后勤部军需物资油料部部长周林和，因涉嫌违纪违法，本人提出辞去第十二届全国人民代表大会代表职务。2016年8月18日，中央军委后勤保障部选举委员会决定接受其辞职。”
在深化国防和军队改革中，2016年1月中国人民解放军总后勤部撤销，组建中央军事委员会后勤保障部。中国人民解放军总后勤部军需物资油料部改组为中央军委后勤保障部军需能源局。原中国人民解放军军事经济学院院长关节福出任新组建的中央军委后勤保障部军需能源局局长。
2017年6月初，中央军委后勤保障部军需能源局组织研发的全军被装信息服务平台，通过军事综合信息网上线试运行，2017年7月1日正式运行。

## 机构设置
- 被装处[17]

……

## 历任局长
中国人民解放军总后勤部军需部部长
- 喻缦云（1950年1月—1950年12月，军委总后勤部军需部部长）
- 傅家选（1950年12月—1951年6月，军委总后勤部军需部部长）
- 喻缦云 少将（1951年6月—1960年3月，军委总后勤部军需部、总后勤部军需部部长）
- 王希克 少将（1960年5月—1969年9月28日）

中国人民解放军总后勤部物资部部长
- 殷承祯 大校（1959年12月—1960年1月，总后勤部物资管理局局长）
- 喻缦云 少将（1960年3月—1960年9月，总后勤部物资管理部部长）
- 喻缦云 少将（1960年9月—1965年10月，总后勤部第一物资计划部部长）
- 喻缦云（1965年10月—1966年3月）
- 董志常（1966年3月—1969年9月28日）

中国人民解放军总后勤部油料部部长
- 周玉成（1950年11月—1951年1月，军委总后勤部油料部部长）
- 谢胜坤（1954年3月—1954年6月）
- 张松平 少将（1957年9月—1960年3月）
- 伊文 少将（1960年5月—1965年4月1日）

中国人民解放军总后勤部供应部部长
- 王希克（1969年9月28日—1971年9月30日，总后勤部副部长兼）

中国人民解放军总后勤部军需部部长
- 颜青云（1975年7月—1981年5月）
- 何流（1981年5月—1985年10月3日）
- 王聚兴 少将（1985年10月3日—1992年9月30日）
- 梁贻斌 少将（1992年9月30日—1995年8月17日）
- 张翠举 少将（1995年8月17日—1999年12月）
- 宋文玖 少将（1999年12月—2003年7月）

中国人民解放军总后勤部财务物资部部长
- 殷希彭（1975年7月—1978年3月）

中国人民解放军总后勤部物资部部长
- 董志常（1978年4月—1985年3月）
- 华建中 少将（1986年11月—1992年9月）

中国人民解放军总后勤部油料部部长
- 张志臣（1978年4月—？）
- 韩纯厚 少将（1985年7月—1992年9月）

中国人民解放军总后勤部物资油料部部长
- 苏叔岩 少将（1992年9月—1999年12月）
- 杨东明 少将（1999年12月—2003年7月）

中国人民解放军总后勤部军需物资油料部部长
- 杨东明 少将（2003年7月—2005年12月）
- 冯亮 少将（2005年12月—2007年12月）
- 周林和 少将（2007年12月—2015年）[14]

| 中央军委后勤保障部军需能源局局长 - 关节福 少将（2016年2月—） | 中央军委后勤保障部军需能源局副局长 - 侯志平 大校（2016年—2016年9月） - 翟振发 少将（2016年—） |